# Yafaíes

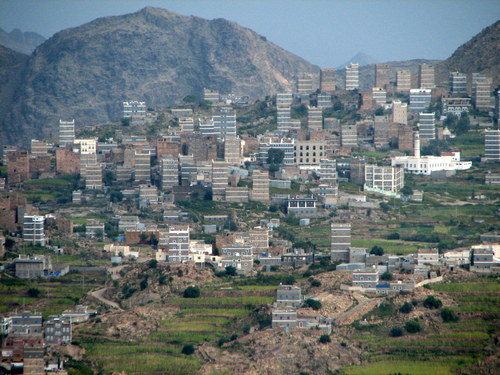
Yafa.

Los yafaíes (en árabe: يافع‎ yāfʿ) o Yafa' son una tribu árabe del sur del Yemen.  Se trata de una de las tribus más grandes que descendieron de la antigua tribu himyarita. Según el famoso genealogista árabe Al Hamadani (893-945 dC), la genealogía de Yafi 'es la siguiente: "Yafa'" bin Qawel bin Zaid bin Naaitah bin Sharhabel bin Al Harth bin Yareem thu Raain bin Zaid bin Sahal bin Amer bin "Qais bin Muawiyah bin Joshom bin Abd Shams bin Wael bin Al Ghawth bin Al Humaysaa bin Himyar"
Los yafa'ìes han atravesado una compleja estructura de diferentes formas tribales a través de los siglos. Actualmente, ahora está dividido en dos tribus principales; Yafi 'bani Qasid y Yafi' bani Malik. Cada tribu incluye cinco tribus grandes.
Yafa 'bani Qasid consiste en: Kaladi (Saadi), Saadi (Saadi), Yazeedi (Yazidi) y Nakhibi (votantes) yahari (Yehri)
Yafa' bani Malik consta de: Moflahi (مفلحي), Mositi (موسطي),  Dhabbi (ظبي), Boisi (بعسي) y Hadharami (حضرمي).
Yafa' es también el nombre de pila común de las áreas donde viven las tribus de Yafa' bani Qasid y Yafi 'bani Malik. El área está situada al noreste de la ciudad de Adén, se compone del Alto Yafa' y el Bajo Yafa'.
El nombre Yafa' denota tanto el área geográfica como una tribu o tribus que lo habitan. En la antigüedad, también se conocía como Dosom o Saro Himyar.